# PRIDE.9
PRIDE.9（プライド・ナイン）は、日本の総合格闘技イベント「PRIDE」の大会の一つ。2000年6月4日、愛知県名古屋市の名古屋レインボーホールで開催された。海外PPVでの大会名は、「PRIDE 9: New Blood」。

## 大会概要
ヒース・ヒーリングがPRIDE初参戦を果たした。また、同年4月20日にリングス無差別級王者になったばかりのギルバート・アイブルがPRIDEに初参戦、メインイベントでビクトー・ベウフォートと対戦し、ビクトーが勝利した。
第1試合で行われるはずだったマット・セラ vs. ジョイユ・デ・オリベイラが、演出担当の人為的ミスにより、入場中のオリベイラが炎を直に浴びて大火傷を負うアクシデントが発生し、中止となった。
カーロス・ニュートンと対戦予定であった豊永稔は試合前のMRIスキャンで脳のクモ膜血腫が見つかりドクターストップによる欠場となり、佐野なおきが代役出場しニュートンと対戦した。

## 試合結果
第1試合 PRIDEルール 10分2R
－  マット・セラ vs.  ジョイユ・デ・オリベイラ －
オリベイラの事故により中止
第2試合 PRIDEルール 10分2R
○  ヒース・ヒーリング vs.  ウィリー・ピータース ×
1R 0:48 スリーパーホールド
第3試合 PRIDEルール 10分2R
○  カーロス・バヘット vs.  トレイ・テリグマン ×
2R終了 判定
第4試合 PRIDEルール 10分2R
○  アラン・ゴエス vs.  バーノン・"タイガー"・ホワイト ×
2R終了 判定3-0
第5試合 PRIDEルール 10分2R
○  カーロス・ニュートン vs.  佐野なおき ×
1R 0:40 腕ひしぎ十字固め
第6試合 PRIDEルール 10分2R
○  小路晃 vs.  ジョン・"ザ・セイント"・レンケン ×
1R 6:44 腕ひしぎ十字固め
第7試合 PRIDEルール 10分2R
○  リコ・ロドリゲス vs.  ゲーリー・グッドリッジ ×
2R終了 判定3-0
第8試合 PRIDEルール 10分2R
○  イゴール・ボブチャンチン vs.  松井大二郎 ×
1R 5:03 TKO（ドクターストップ：右眉カット）
第9試合 PRIDEルール 10分2R
○  ビクトー・ベウフォート vs.  ギルバート・アイブル ×
2R終了 判定6-0